# 蒙弗萊爾角
65°55′S 66°4′W / 65.917°S 66.067°W
蒙弗萊爾角（Monflier Point），是南極洲的海岬，位於比斯科群島，處於拉博島西南端，由讓-巴蒂斯特·夏古率領的法國探險隊繪入地圖和命名，現時由南極條約體系管理。